# Rivière Antoine (Québec)
Pour les articles homonymes, voir Rivière Antoine et Antoine.
La rivière Antoine est un affluent de la rive nord-est de la rivière des Outaouais. La rivière Antoine traverse le territoire non organisé Les Lacs-du-Témiscamingue, dans la municipalité régionale de comté (MRC) de Témiscamingue, dans la région administrative de Abitibi-Témiscamingue, au Québec, au Canada.

## Géographie

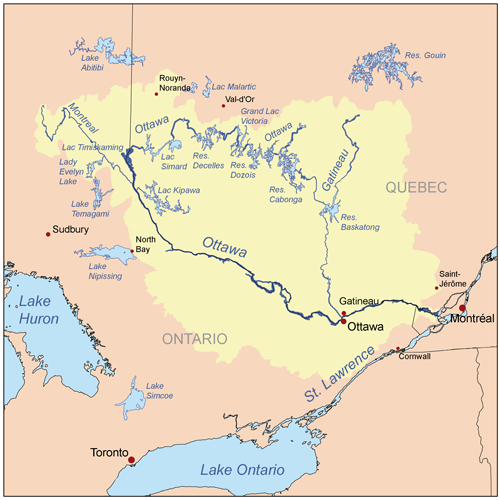
bassin versant de la rivière des Outaouais

Les bassins versants voisins de la rivière Antoine sont :
- Côté nord : ruisseau Serpent, lac Gulf ;
- Côté est : rivière Maganasipi Ouest ;
- Côté sud : rivière des Outaouais ;
- Côté ouest : ruisseau Serpent, lac Marin.

La rivière Antoine coule généralement en zone forestière vers le sud dans l'est du territoire de la zec Maganasipi. Son principal plan d'eau est le lac Memewin (altitude : 244 m).
Un petit lac sans nom (altitude : 380 m) constitue le lac de tête de la rivière Antoine. Il est situé sur le versant sud de la ligne de partage des eaux entre le versant de la rivière Maganasipi Ouest et celui de la rivière Antoine.
Cours supérieur de la rivière Antoine (segment de 16 km)
À partir du lac de tête, la rivière Antoine coule sur 0,9 km vers le sud jusqu'à la rive nord d'un petit lac sans nom (altitude : 378 m) que le courant traverse sur 0,9 km vers le sud-est ; sur 0,8 km vers l'est, jusqu'à la confluence avec un ruisseau venant de l'est ; sur 0,6 km vers le sud, jusqu'à la rive nord du lac Indian (altitude : 370 m) que le courant traverse sur 1,1 km vers le sud-ouest ; 5,4 km vers le sud-ouest jusqu'à la rive nord-est du lac Memewin (altitude : 244 m) que le courant traverse sur 6,3 km vers le sud-ouest.
Le lac Memewin reçoit les eaux de :
- Côté nord : la décharge du lac Indian ;
- Côté est : la décharge du lac Garcin (altitude : 298 m), lac Viau (altitude : 355 m), lac Lisleroy (altitude : 302 m), lac Alice (altitude : 348 m), lac Boomerang (altitude : 369 m), lac Oréanne (altitude : 328 m) ;
- Côté sud : la décharge du lac Arènes (altitude : 274 m) ;

Cours en aval du lac Memewin (segment de 13,9 km)
À partir de l'embouchure du lac Memewin (altitude : 244 m), la rivière Antoine coule sur 2,1 km vers le sud-ouest notamment en traversant le lac King (longueur : 1,4 km ; altitude : 239 m), jusqu'à la décharge d'un ruisseau venant du nord ; 0,5 km vers le sud-est jusqu'à la rive nord du lac Croche (altitude : 213 m) ayant la forme d'un L, que le courant traverse sur 6,0 km vers le sud, puis vers l'est, jusqu'à son embouchure. Le lac Croche reçoit la décharge (venant de l'est) du lac Bouleau (altitude : 212 m).
À partir de l'embouchure du lac Croche, la rivière traverse un court détroit et poursuit son cours en traversant sur 2,3 km le lac Latour (altitude : 210 m) vers le sud-ouest, puis vers l'ouest. Puis, la rivière coule sur 3,0 vers l'ouest, jusqu'à son embouchure.
La rivière Antoine se déverse sur la rive nord-est du lac la Cave (altitude : 168 m) lequel est traversé vers le sud-est par la rivière des Outaouais. L'embouchure de la rivière Antoine est située en territoire québécois, à 10,7 km (en ligne directe) au nord-ouest de la communauté de Mattawa, Ontario et à 3,2 km au sud-est de l'embouchure du ruisseau Serpent.

## Toponymie
Le terme « Antoine » constitue un prénom d'origine française.
Le toponyme « rivière Antoine » a été officialisé le 5 décembre 1968 à la Commission de toponymie du Québec.